# Trémauville
Trémauville est une commune française située dans le département de la Seine-Maritime, en Normandie.

## Géographie
|                      | Ypreville-Biville |             |
| Tocqueville-les-Murs | Trémauville       | Hattenville |
|                      | Hattenville       | Hattenville |

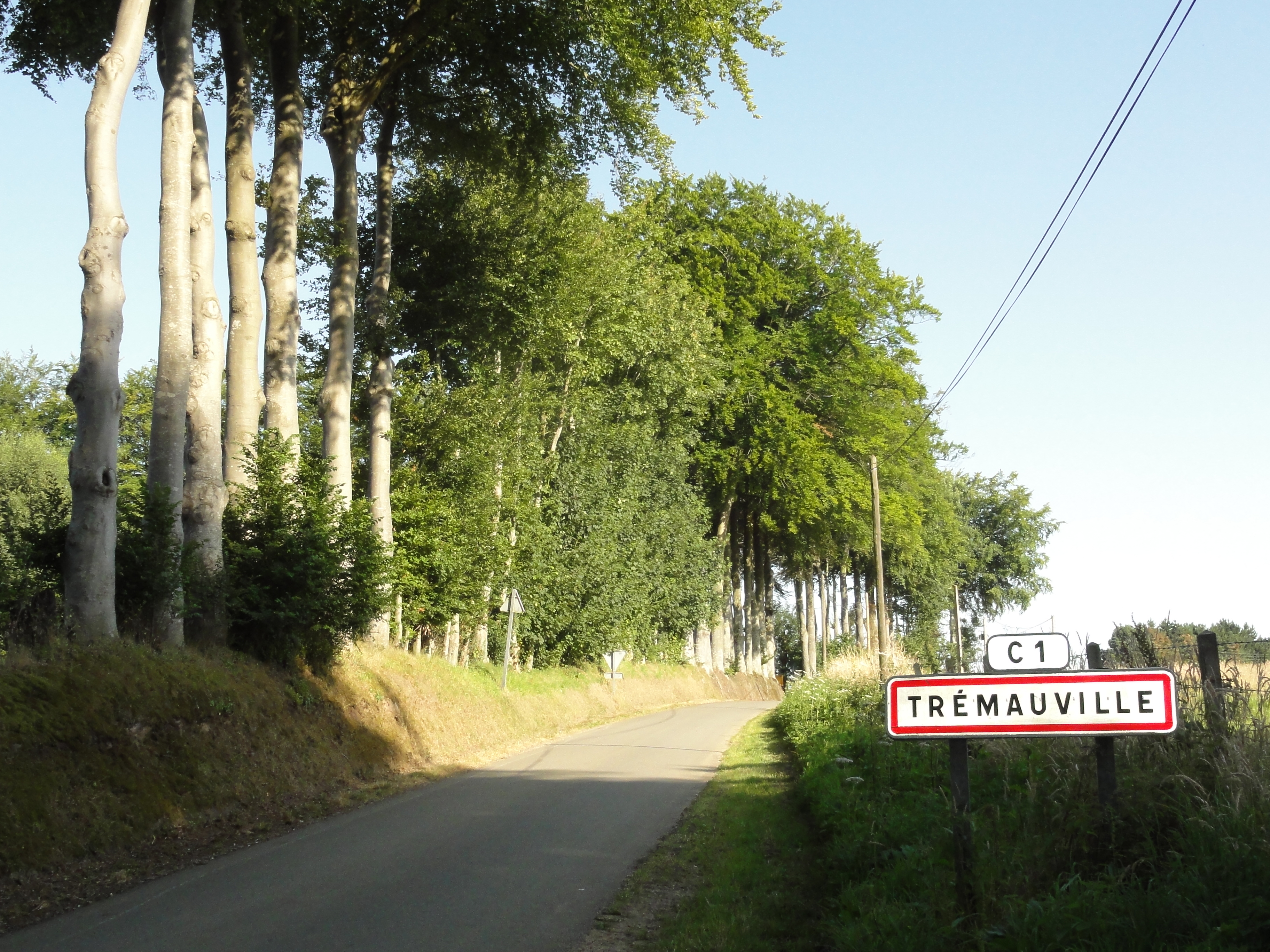
L'entrée de Trémauville.
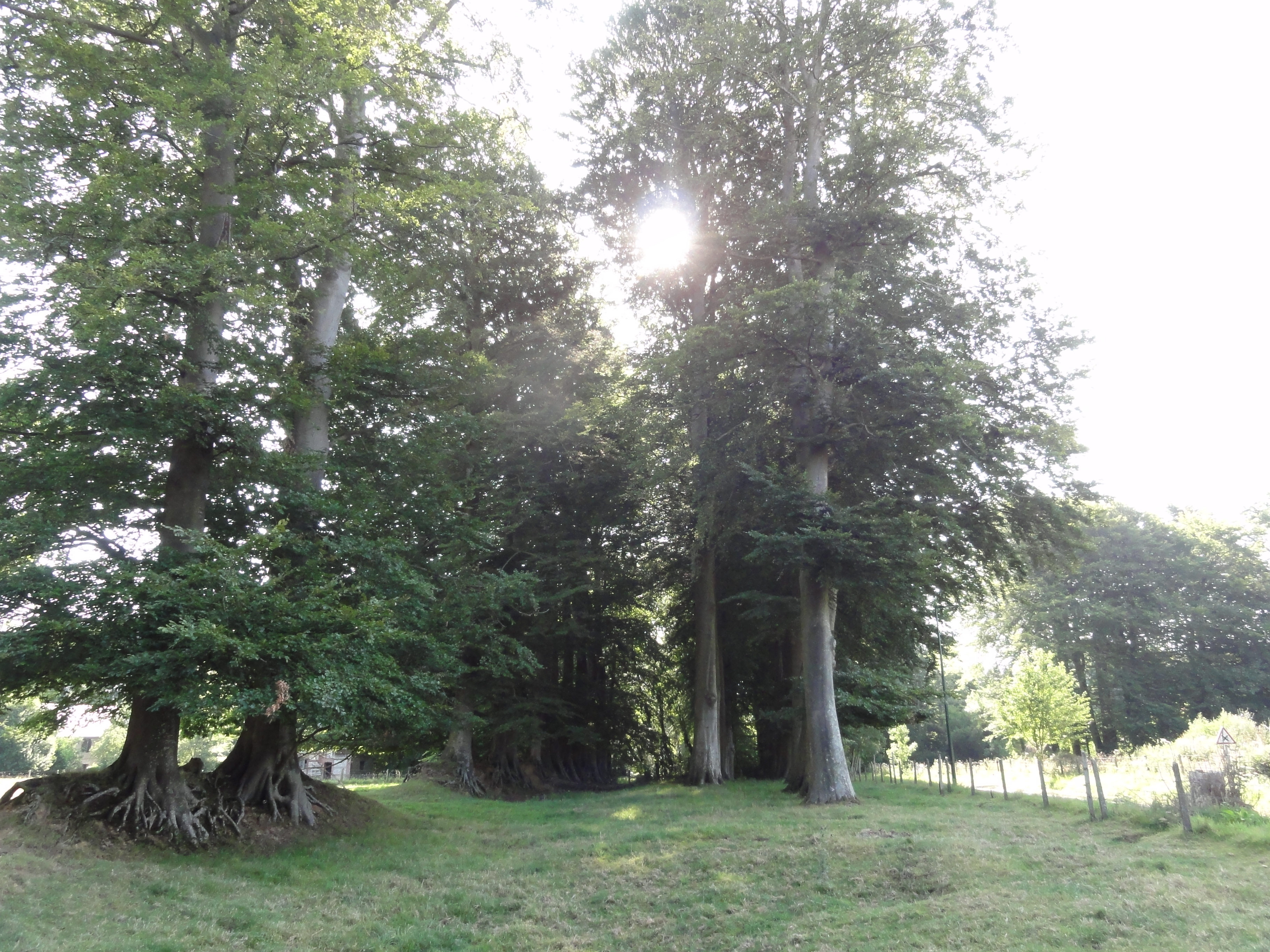
La hêtraye dans le bourg.
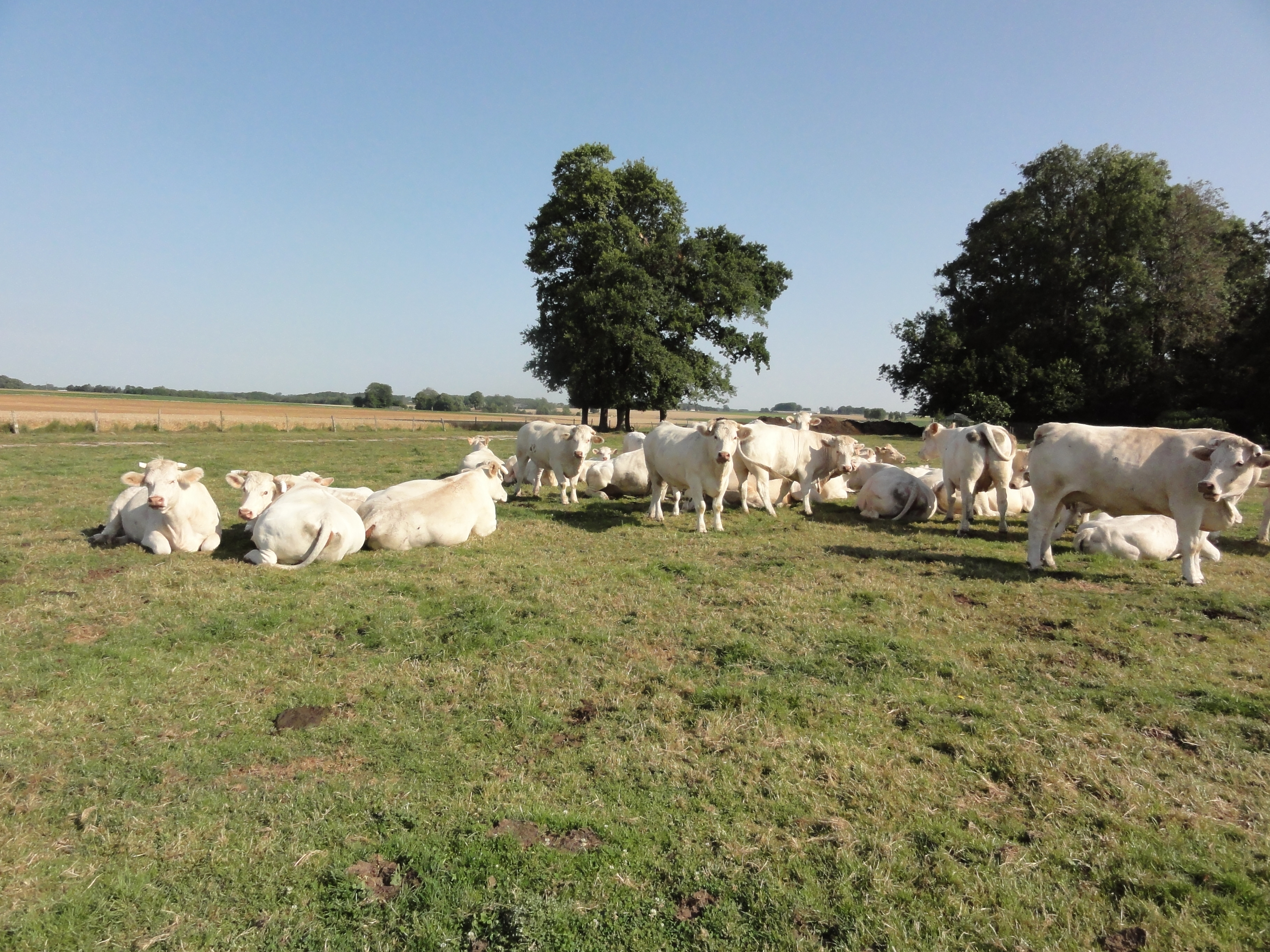
Un paysage dans la commune.

### Hydrographie
La commune est située dans le bassin Seine-Normandie. Elle n'est drainée par aucun cours d'eau,.

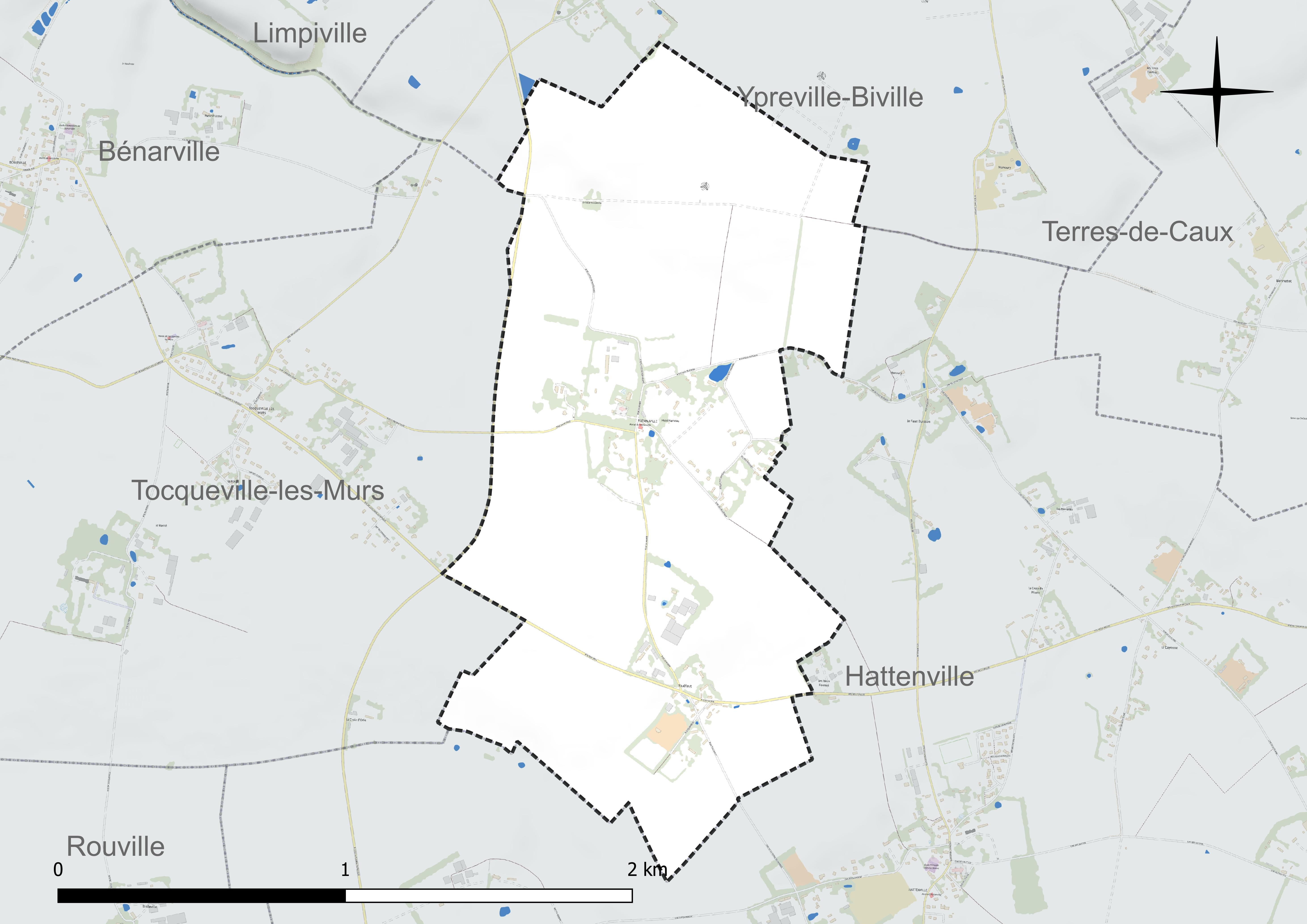
Réseau hydrographique de Trémauville.

### Climat
Pour des articles plus généraux, voir Climat de la Normandie et Climat de la Seine-Maritime.
En 2010, le climat de la commune est de type climat océanique franc, selon une étude du CNRS s'appuyant sur une série de données couvrant la période 1971-2000. En 2020, Météo-France publie une typologie des climats de la France métropolitaine dans laquelle la commune est exposée à un climat océanique et est dans la région climatique  Côtes de la Manche orientale, caractérisée par un faible ensoleillement (1 550 h/an) ; forte humidité de l’air (plus de 20 h/jour avec humidité relative > 80 % en hiver), vents forts fréquents. Parallèlement le GIEC normand, un groupe régional d’experts sur le climat, différencie quant à lui, dans une étude de 2020, trois grands types de climats pour la région Normandie, nuancés à une échelle plus fine par les facteurs géographiques locaux. La commune est, selon ce zonage, exposée à un « climat maritime », correspondant au Pays de Caux, frais, humide et pluvieux, légèrement plus frais que dans le Cotentin.
Pour la période 1971-2000, la température annuelle moyenne est de 10,5 °C, avec une amplitude thermique annuelle de 13,6 °C. Le cumul annuel moyen de précipitations est de 925 mm, avec 13,8 jours de précipitations en janvier et 8,9 jours en juillet. Pour la période 1991-2020, la température moyenne annuelle observée sur la station météorologique la plus proche, située sur la commune d'Ectot-lès-Baons à 21 km à vol d'oiseau, est de 10,8 °C et le cumul annuel moyen de précipitations est de 905,5 mm,. Pour l'avenir, les paramètres climatiques de la commune estimés pour 2050 selon différents scénarios d’émission de gaz à effet de serre sont consultables sur un site dédié publié par Météo-France en novembre 2022.

## Urbanisme

### Typologie
Au 1er janvier 2024, Trémauville est catégorisée commune rurale à habitat dispersé, selon la nouvelle grille communale de densité à sept niveaux définie par l'Insee en 2022.
Elle est située hors unité urbaine. Par ailleurs la commune fait partie de l'aire d'attraction du Havre, dont elle est une commune de la couronne,. Cette aire, qui regroupe 116 communes, est catégorisée dans les aires de 200 000 à moins de 700 000 habitants,.

### Occupation des sols
L'occupation des sols de la commune, telle qu'elle ressort de la base de données européenne d’occupation biophysique des sols Corine Land Cover (CLC), est marquée par l'importance des territoires agricoles (100 % en 2018), une proportion identique à celle de 1990 (100 %). La répartition détaillée en 2018 est la suivante : 
terres arables (80,4 %), prairies (10,1 %), zones agricoles hétérogènes (9,5 %). L'évolution de l’occupation des sols de la commune et de ses infrastructures peut être observée sur les différentes représentations cartographiques du territoire : la carte de Cassini (XVIIIe siècle), la carte d'état-major (1820-1866) et les cartes ou photos aériennes de l'IGN pour la période actuelle (1950 à aujourd'hui).

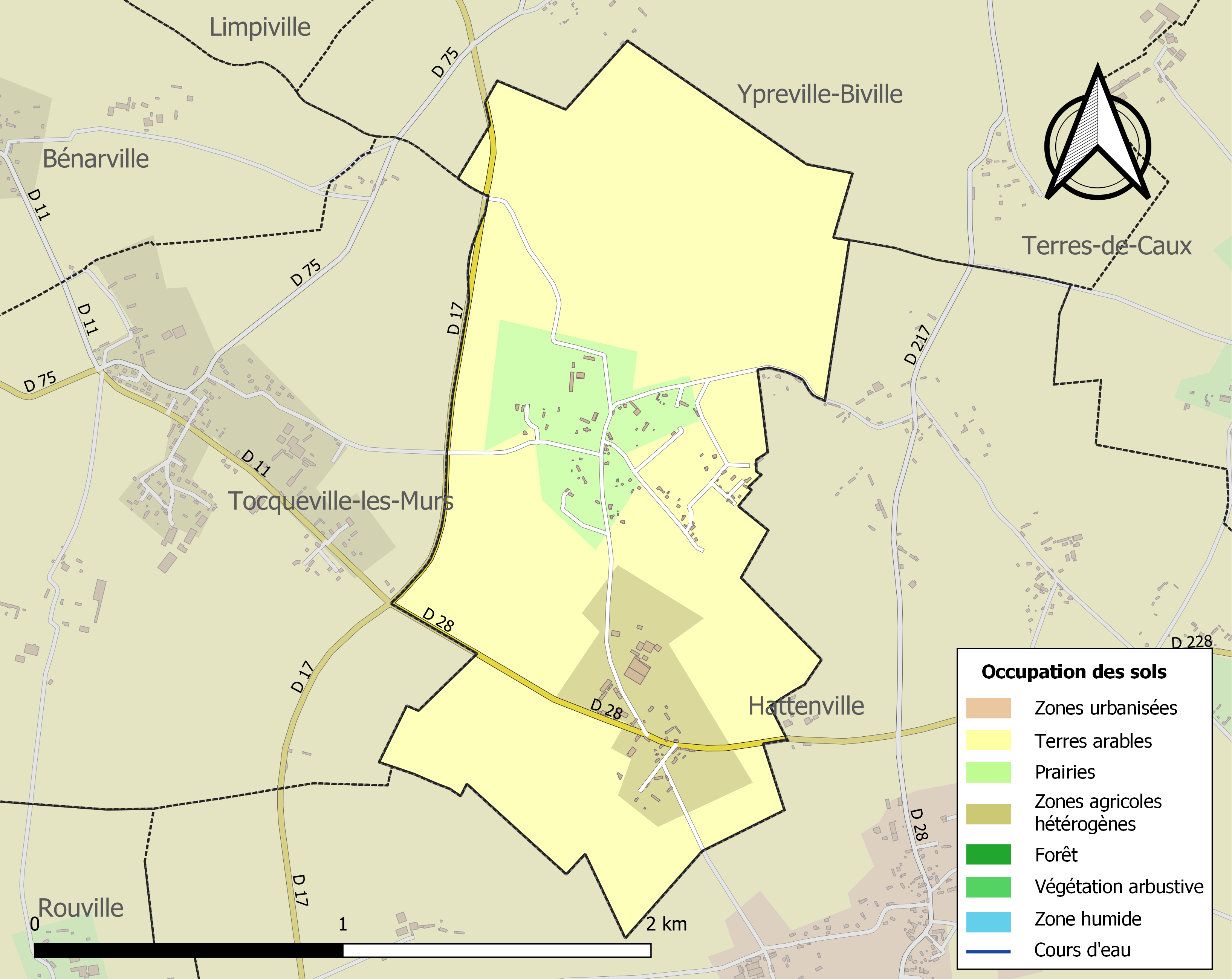
Carte des infrastructures et de l'occupation des sols de la commune en 2018 (CLC).

## Toponymie
Le nom de la localité est attesté sous les formes [In] Tormodi villa en 1023; [Ecclesiam de] Tormot villa en 1025; [Ecclesia de] Tormotvilla entre 1130 et 1164; [Parrochia de] Tremouville aux Alouaux en 1404; de Tremonville aux Alouaux en 1404 (Archives de Seine-Maritime 7 H); Tremouville aux Allouiers en 1429; Tremouville aux Allouaiux en 1455; Tremoville aux Allouhaux en 1462; Tremoville aux Aloyaux en 1414 (Archives de Seine-Maritime tab. Rouen, reg. 17, f. 174.); Tremonville aux Alouyaulx en 1433; Tremoville aux Louyaulx en 1434, Tremauville aux Allouyaux en 1493; Trémauville en 1608 (Archives de Seine-Maritime II B 423).

## Histoire
Donné par le duc de Normandie à l'abbaye de la Sainte-Trinité de Fécamp, en 990, le patronage de l'église fut ensuite contesté par les seigneurs du lieu, mais Trémauville échappait à l'autorité archiépiscopale de Rouen, en faisant partie de l'« Exemption de Fécamp » et c'est l'abbé de Fécamp qui faisait les visites pastorales. Les Martin (famille bourgeoise), derniers seigneurs, prirent le nom de Vaucouleurs. Au XIXe siècle, le hameau de Tout-li-Faut était aussi important que le bourg, selon l'abbé Cochet.

## Politique et administration
| Période                                  | Période                    | Identité           | Étiquette | Qualité                                                                           |
| ---------------------------------------- | -------------------------- | ------------------ | --------- | --------------------------------------------------------------------------------- |
| 1844                                     |                            | M. Durieu          |           |                                                                                   |
| Les données manquantes sont à compléter. |                            |                    |           |                                                                                   |
| mars 2001                                | 2008                       | Christian Barbaray | DVD       |                                                                                   |
| mars 2008                                | 2014                       | Christian Grancher |           |                                                                                   |
| 2014                                     | 2015                       | Pascale Danger     |           | Fonctionnaire de catégorie B Démissionnaire                                       |
| 2015                                     | En cours (au 10 août 2020) | Frédérick Denize   |           | Vice-président de la CA Caux Seine Agglo (2020 → ) Réélu pour le mandat 2020-2026 |

## Démographie
L'évolution du nombre d'habitants est connue à travers les recensements de la population effectués dans la commune depuis 1793. Pour les communes de moins de 10 000 habitants, une enquête de recensement portant sur toute la population est réalisée tous les cinq ans, les populations de référence des années intermédiaires étant quant à elles estimées par interpolation ou extrapolation. Pour la commune, le premier recensement exhaustif entrant dans le cadre du nouveau dispositif a été réalisé en 2004.

En 2022, la commune comptait 100 habitants, en évolution de −7,41 % par rapport à 2016 (Seine-Maritime : +0,35 %, France hors Mayotte : +2,11 %).
| 1793 | 1800 | 1806 | 1831 | 1836 | 1841 | 1846 | 1851 | 1856 |
| ---- | ---- | ---- | ---- | ---- | ---- | ---- | ---- | ---- |
| 212  | 263  | 243  | 276  | 279  | 252  | 232  | 240  | 253  |

| 1861 | 1866 | 1872 | 1876 | 1881 | 1886 | 1891 | 1896 | 1901 |
| ---- | ---- | ---- | ---- | ---- | ---- | ---- | ---- | ---- |
| 236  | 208  | 196  | 196  | 180  | 177  | 192  | 192  | 163  |

| 1906 | 1911 | 1921 | 1926 | 1931 | 1936 | 1946 | 1954 | 1962 |
| ---- | ---- | ---- | ---- | ---- | ---- | ---- | ---- | ---- |
| 181  | 166  | 151  | 126  | 121  | 130  | 140  | 119  | 92   |

| 1968 | 1975 | 1982 | 1990 | 1999 | 2004 | 2006 | 2009 | 2014 |
| ---- | ---- | ---- | ---- | ---- | ---- | ---- | ---- | ---- |
| 82   | 82   | 96   | 98   | 89   | 95   | 91   | 100  | 104  |

| 2019 | 2022 | - | - | - | - | - | - | - |
| ---- | ---- | - | - | - | - | - | - | - |
| 103  | 100  | - | - | - | - | - | - | - |

## Culture locale et patrimoine

### Lieux et monuments
- Église Saint-Riquier. Elle est dédiée à saint Riquier de Centule (mort en 645, à Crécy-en-Ponthieu), qui fut l'abbé fondateur de la célèbre abbaye du Centule, près d'Abbeville, abbaye qui porte maintenant son nom. L'église, romane d'origine, a commencé à être rebâtie au XVIIe siècle et une partie du chœur, aussi long que la nef, porte la date de 1780. Le beau transept, en brique et pierre, est du XVIIIe siècle. Le clocher est en grès et calcaire, avec essentage d'ardoises et le porche a fait l'objet d'une demande de classement à l'Inventaire des Monuments historiques. L'église, en mauvais état, en 1932, fut sauvée à la demande de l'abbé Cornu, par le maire Eugène Noël. À l'intérieur, le maître-autel et son retable, sont du XVIIIe siècle, avec une toile de la Résurrection, de Beauvoisin. Les fonts baptismaux sont du XVIIe siècle et la poutre de gloire comporte un beau christ en bois (XVIIIe siècle).
- Croix de cimetière[21]. De 1623, avec fût monolithe, portant en alternance des fleurs de lys et le monogramme de Louis XIII, elle est surmontée d'un pélican à la tête retournée (symbole du sacrifice du Christ rédempteur, car le pélican nourrirait ses petits, de son sang). Cette belle croix est classée Monument Historique.
- Monument aux morts (1922).

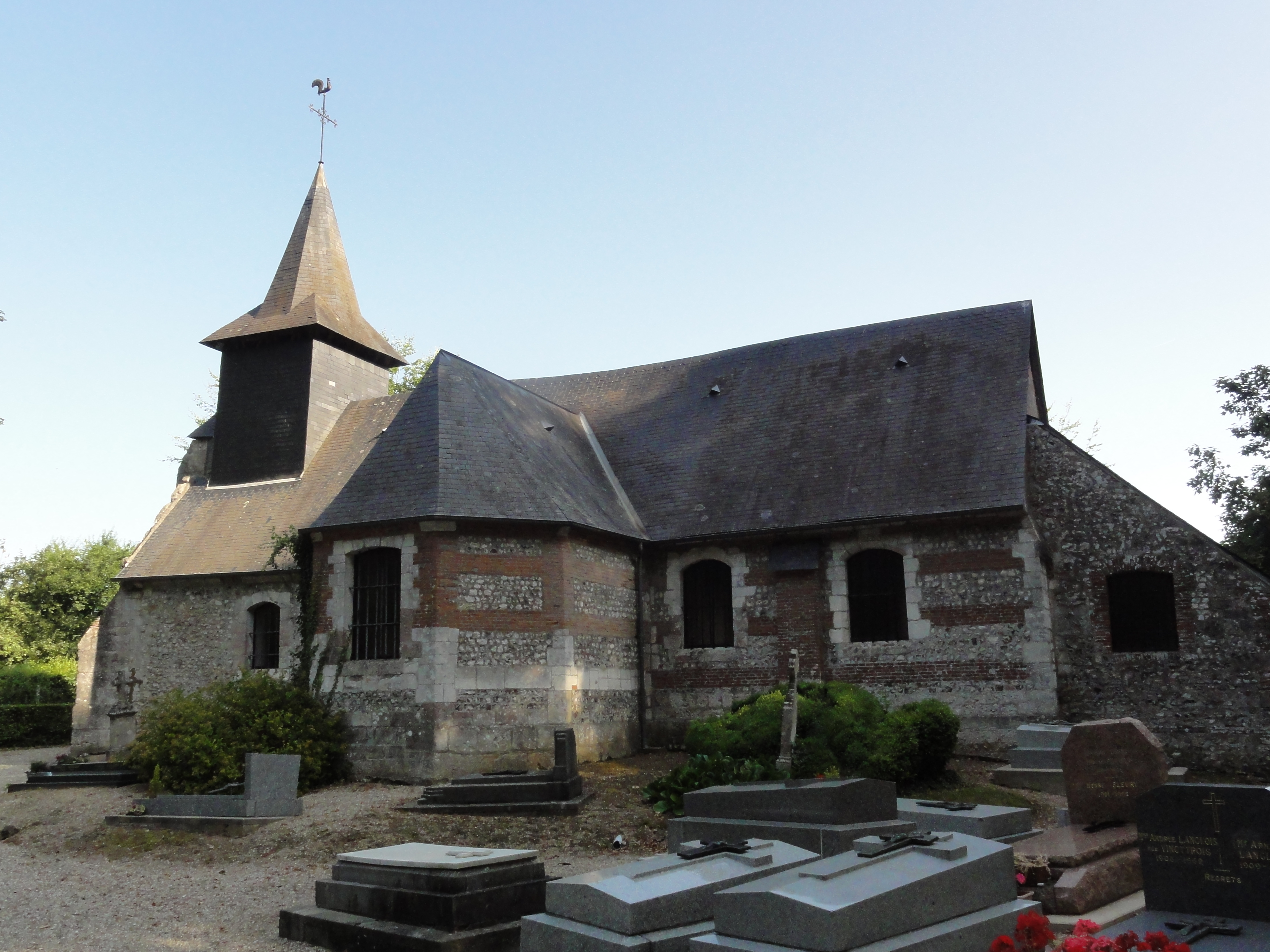
Église Saint-Riquier.
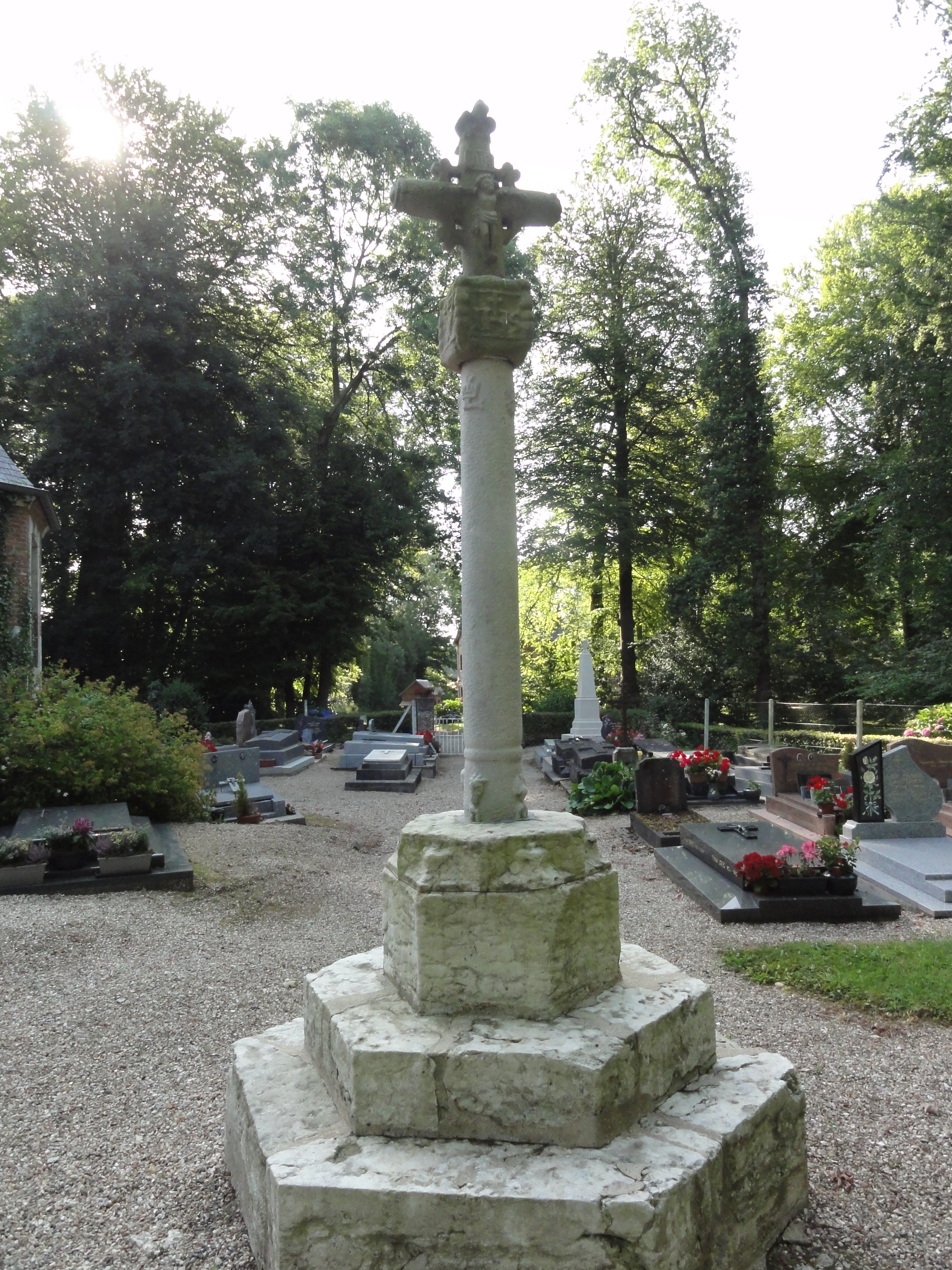
Croix de cimetière, de face.
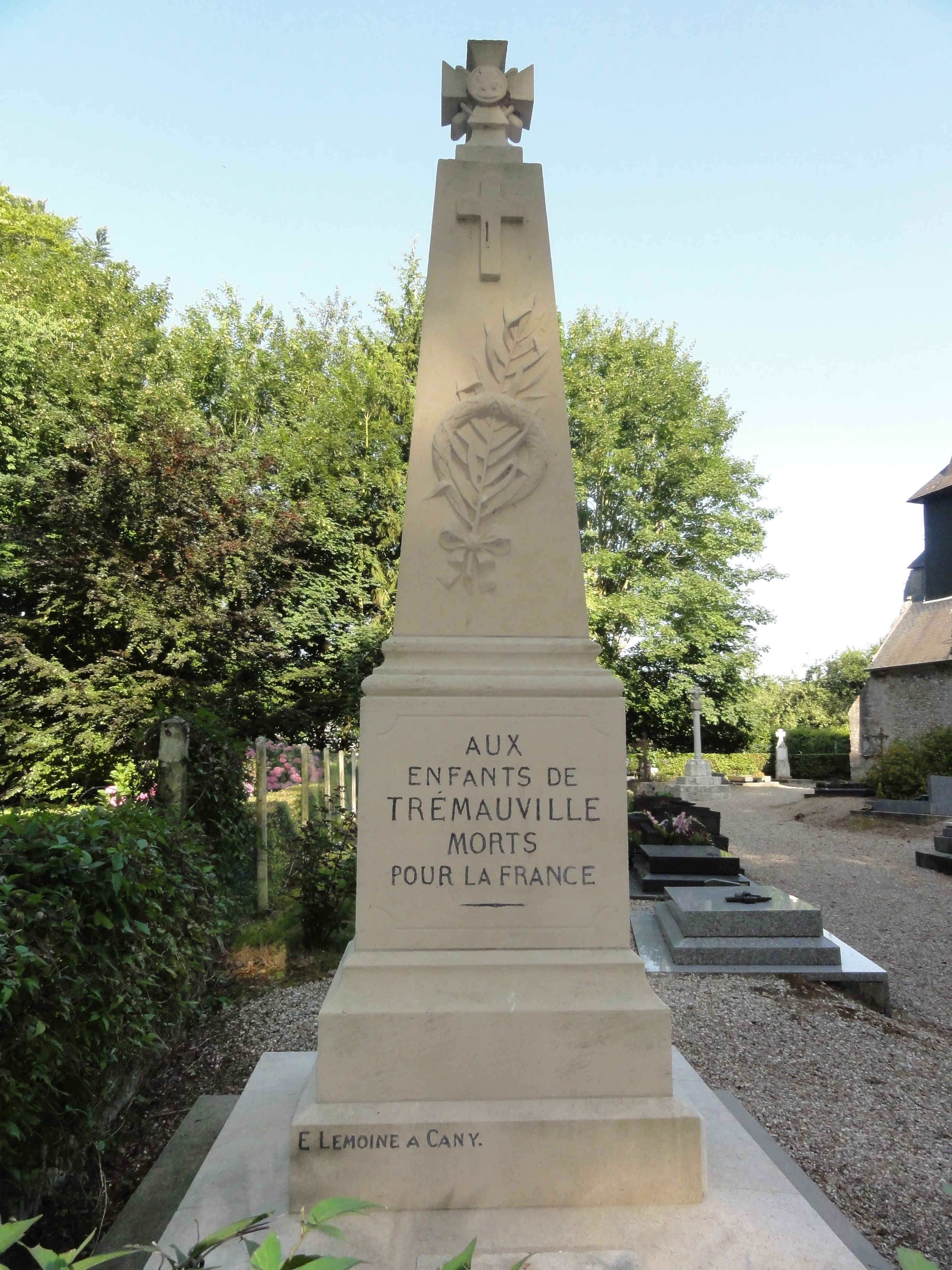
Monument aux morts.
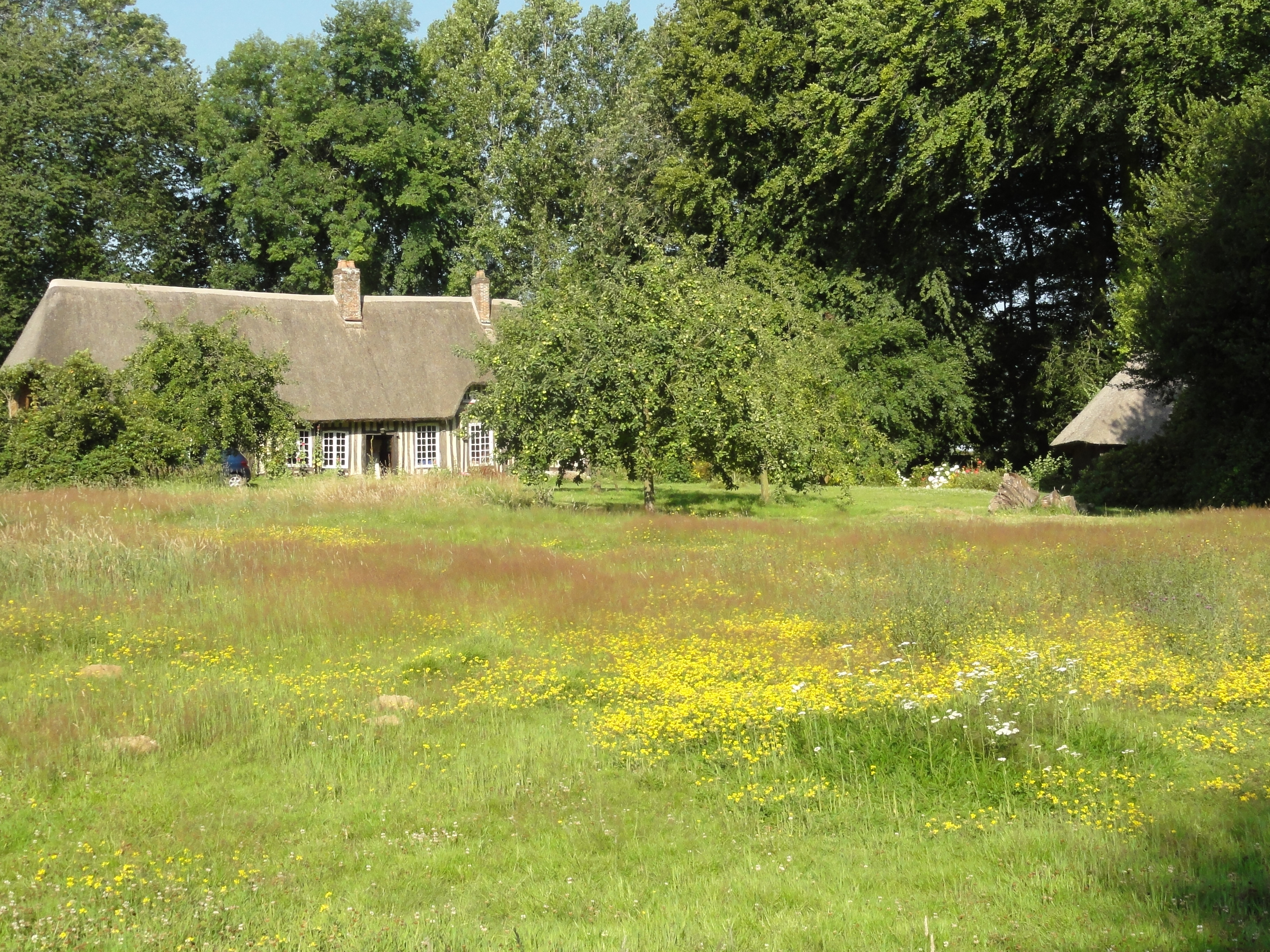
Maison normande.

### Personnalités liées à la commune
- Benoit Laurens (1742-1794), curé de Trémauville. Lors de la Révolution, il refusa de prêter de prêter serment à la constitution civile du clergé. Arrêté à Rouen comme « prêtre réfractaire », condamné, il périt en martyr sur les pontons de Rochefort et fut enterré à l'île d'Aix, en 1794.

## Pour approfondir